# ISA (wydawnictwo)
ISA – polskie wydawnictwo z siedzibą w Warszawie, założone w 1994 roku. Zajmuje się wydawaniem literatury fantastycznej oraz podręczników do gier fabularnych m.in.: Dungeons & Dragons i Świata Mroku.
Jest także polskim dystrybutorem kolekcjonerskich gier karcianych, m.in. Yu-Gi-Oh!.